# Autobahnzubringer A10a
De Autobahnzubringer A10a, ook wel Autobahnzubringer Knoten Spittal / Millstättersee genoemd, is een autosnelweg die loopt vanaf Lendorf tot en met Seeboden in Oostenrijk.
Het traject van de A10a is ooit gepland als de S40 (Drautal Schnellstraße) die vanaf de A10 tot en met Lienz zou gaan lopen. Bij Lendorf zijn de resten nog zichtbaar bij het viaduct over de B100, die extra breed is gemaakt om een 2e rijrichting erbij te maken.
Het gehele traject is als een volwaardige autosnelweg uitgevoerd, met 2x2 rijbanen en een vluchtstrook. Het traject is bewegwijzerd als A10.
Autobahnen: A1 · A2 · A3 · A4 · A5 · A6 · A7 · A8 · A9 · A10 · A11 · A12 · A13 · A14 · A21 · A22 · A23 · A24 · A25 · A26
Schnellstraßen: S1 · S2 · S3 · S4 · S5 · S6 · S7 · S8 · S10 · S16 · S18 · S31 · S33 · S34 · S35 · S36 · S37